# Нагорный, Николай Викторович
Николай Викторович Нагорный (укр. Микола Вікторович Нагорний; род. 15 февраля 1969, село Ивановка) — украинский дипломат. Чрезвычайный и Полномочный Посол Украины в Египте с 9 марта 2022 года. Чрезвычайный и Полномочный Посол Украины в Судане с 21 февраля 2023 года, по совместительству. 
Чрезвычайный и Полномочный Посол Украины в Ливии (2010—2020), Республике Чад (2013—2020, по совместительству), Тунисской Республике (2015—2020, по совместительству). Чрезвычайный и Полномочный Посланник второго класса (2010).

## Биография
Родился 15 февраля 1969 года в селе Ивановка Ставищенского района Киевской области.
В 1991 году окончил факультет восточных языков Военного Краснознаменного института Министерства обороны СССР, в 2009 году — Национальную академию государственного управления при Президенте Украины.
В 1991—1993 годах работал в системе Министерства обороны СССР.
С апреля по август 1993 года — третий секретарь отдела стран Ближнего и Среднего Востока и Африки Управления двусторонних отношений МИД Украины.
С августа 1993 по август 1995 года — третий секретарь отдела стран Ближнего и Среднего Востока Первого территориального управления МИД Украины.
С августа 1995 по апрель 1996 года — второй секретарь отдела стран Ближнего и Среднего Востока Управления Азии, Тихоокеанского региона, Ближнего и Среднего Востока и Африки МИД Украины.
С апреля 1996 по май 2000 года — второй секретарь Посольства Украины в Королевстве Саудовская Аравия.
С мая 2000 по июль 2001 года — второй секретарь отдела стран АТР Пятого территориального управления Департамента двустороннего сотрудничества МИД Украины.
С июля 2001 по декабрь 2005 года — первый секретарь, советник Посольства Украины в Сирийской Арабской Республике.
С декабря 2005 по август 2010 года — советник, начальник отдела стран Ближнего Востока, заместитель директора Третьего территориального департамента МИД Украины.
С 16 июля 2010 по 15 июня 2020 года — Чрезвычайный и Полномочный Посол Украины в Государстве Ливия.
С 18 октября 2013 по 15 июня 2020 года — Чрезвычайный и Полномочный Посол Украины в Республике Чад по совместительству.
С 19 марта 2015 по 15 июня 2020 года — Чрезвычайный и Полномочный Посол Украины в Тунисской Республике по совместительству.
С 9 марта 2022 года — Чрезвычайный и Полномочный Посол Украины в Арабской Республике Египет.
С 21 февраля 2023 года — Чрезвычайный и Полномочный Посол Украины в Республике Судан по совместительству.
Награждён почётным знаком МИД Украины III степени, орденом «За заслуги» III степени (2016).
Владеет арабским, английским, русским языками и ивритом.

## Дипломатический ранг
- Чрезвычайный и Полномочный Посланник первого класса (2013)[11]
- Чрезвычайный и Полномочный Посол Украины[12]

## Личная жизнь
Женат, имеет двух дочерей.